# Mars och Venus
Mars och Venus (originaltitel: Mars & Venus) är en norsk dramakomedifilm från 2007. Manuset är skrivet av Eva Dahr och Andreas Markusson.

## Handling
Ida och Mathias är gifta, har två barn och allt verkar vara bra. När Mathias går och köper en dyr båt startas en ond spiral av dåliga och själviska handlingar och deras förhållande utsätts för hårda prövningar.

## I rollerna
- Pia Tjelta
- Torbjörn Harr
- Helena af Sandeberg
- Anders Baasmo Christiansen
- Henriette Steenstrup